# Atlético Juventud
Atlético Juventud ist ein ehemaliger kolumbianischer Fußballverein, der von 2007 bis 2009 als Atlético Juventud Soacha in Soacha und ab 2010 als Atlético Juventud Girardot in Girardot, Cundinamarca, ansässig war. Der Verein spielte drei Jahre in der Categoría Primera B.

## Geschichte
Atlético Juventud war der Nachfolgeverein des Zweitligisten Atlético Bello.
Atlético Juventud nahm an den Spielzeiten 2008, 2009 und 2010 teil. Der Verein konnte nur einmal die Ligaphase überstehen, aber nie in ein Finale einziehen. 
Wegen fehlender Unterstützung in Soacha zog der Verein zur Spielzeit 2010 nach Girardot, wo der Verein aber nur ein Jahr blieb und Vorletzter wurde. Ende 2010 verkaufte der Verein wegen finanzieller Probleme sein Startrecht an Fortaleza FC, der seit der Spielzeit 2012 in der zweiten kolumbianischen Liga spielte und 2013 den Aufstieg in die Categoría Primera A schaffte.

## Stadion
Atlético Juventud absolvierte seine Heimspiele in Soacha im Estadio Luis Carlos Galán Sarmiento, das eine Kapazität von etwa 8.000 Plätzen hatte. In Girardot war das Heimstadion das Estadio Luis Antonio Duque Peña mit einer Kapazität von etwa 15.000 Plätzen.